# Броварське лісництво

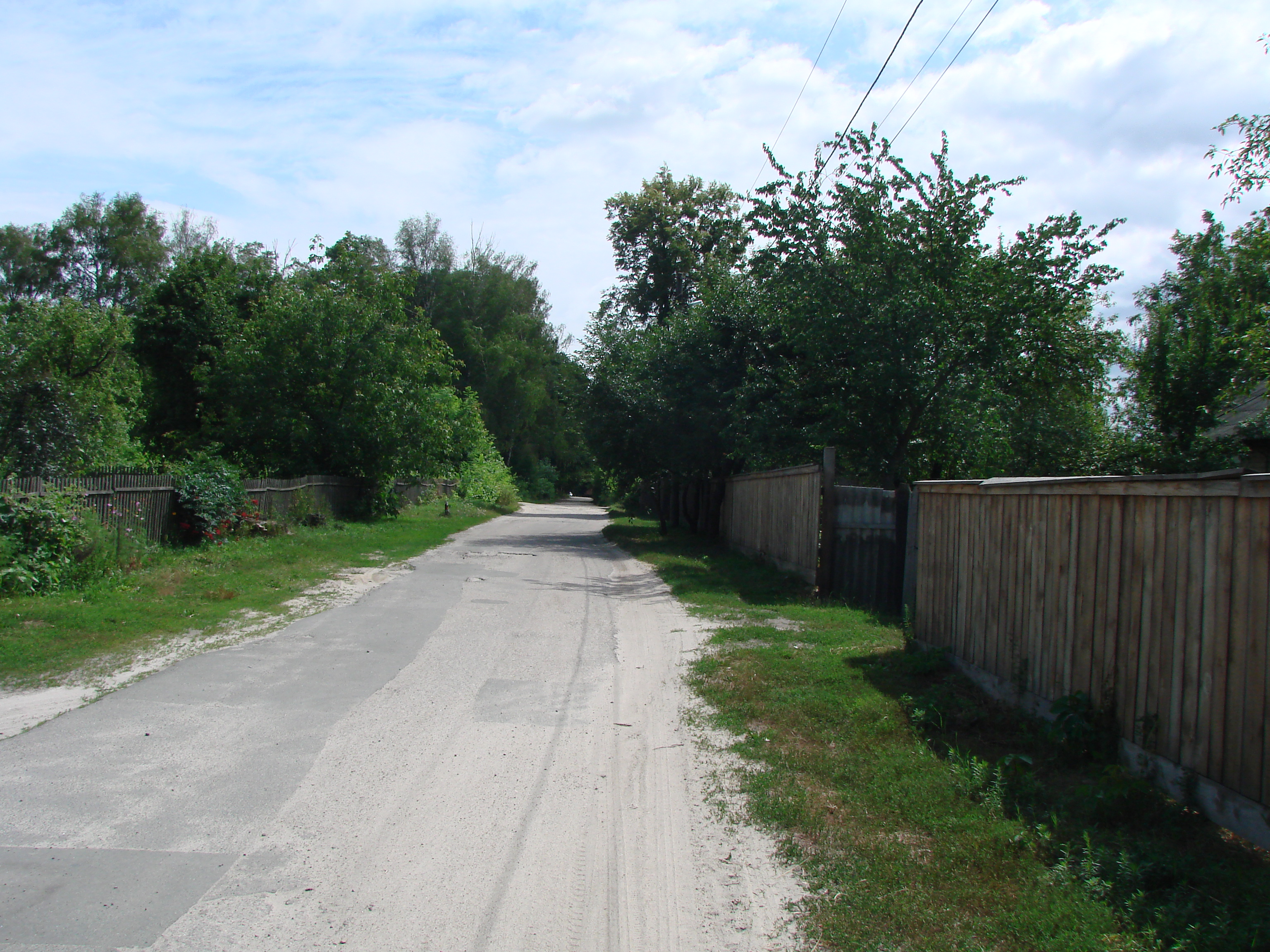
Селище Броварського лісництва

Броварське лісництво — історична місцевість Києва, лісництво та селище при ньому. Лісництво розташоване в лісі за північною околицею міста Бровари, у 71–72 кварталах Броварського лісництва.

## Історія
Історія почалася 1904 року, коли в лісі на північній околиці міста Бровари (обабіч 25 км Чернігівського шосе) було збудовано дерев’яний панський будинок (прізвище власника наразі невідоме). Нині цей будинок — адміністративна споруда Броварського лісництва, яке існує з кінця ХІХ ст. 
Після подій революції будівля стає лісництвом, а прилеглі будинки — хутором при ньому. Згідно документів за 1919 рік, загальна площа підпорядкованих лісів становила 5601,91 десятин. До штату належали лісничий, 3 його помічники, лісокультурний наглядач, садівник, 4 об’їзники та 15 лісників. Окрім головної садиби (49 квартал лісництва), існували будинки сторожі: Білодібровський, Ковпитський, Красноколодязький, Пухівський, Стійлівський та у 49 кварталі. 
До 1923 року лісництво розташоване на території Броварської волості Остерського повіту Чернігівської губернії.
12 жовтня 1923 року лісництво увійшло до складу Броварського району, підпорядковувалось Броварській сільській раді. Хутір Броварське лісництво як окреме поселення вперше згаданий у довіднику «Список поселень Київщини» (дані 1923 року), на той момент налічувалося 23 двори, мешкало 102 жителі. За даними книги «Населені місця Київщини. Попередні підсумки перепису 17 грудня 1926 року», у Броварському лісництві налічувалося 17 дворів, мешкало 58 жителів. За даними Всесоюзного перепису населення, що відбувся 17 січня 1939 року, населення хутора становило 167 мешканців. 
У вересні 1943 року на хуторі точилися бої, за звільнення хутора загинуло 7 воїнів. На території хутора розміщений пам’ятник загиблим воїнам з плитою, на якій перелічені загиблі в боях за хутір (на плиті 7 прізвищ).
Броварське лісництво, що доти входило до складу Броварського району Київської області, включене до меж Києва в 1950-х роках. 
На топографічній карті 1985 року зазначено населення Броварського лісництва — 30 жителів. Первісно воно входило до складу Дніпровського району, з 2001 року — в межах Деснянського району. Броварське є одним із 5 лісництв, що входять до складу КП «Дарницьке лісопаркове господарство». Загальна площа угідь лісництва — 4 574 га. 
Броварське лісництво складається з єдиної вулиці Променистої. У 1930–1970-х роках його забудували одноповерховими дерев’яними та цегляними будинками (деякі на 2-3 родини), у яких мешкають працівники лісництва із родинами. 